# جين هيبوتيرن
جين هيبوتيرن (6 أبريل 1898 - 25 يناير 1920) هي كانت رسامة وعارضة فرنسية.